# كيني غريغوري
كيني غريغوري (بالإنجليزية: Kenny Gregory)‏ مواليد 16 نوفمبر 1978 في كولومبوس، هو لاعب كرة سلة أمريكي سابق. بدأ مسيرته الاحترافية في سنة 2001. اعتزل اللعب في 2011.

## المسيرة الاحترافية
لعب مع تشيشير فونيكس في موسم 2002–2003، ثم لعب مع لو مان سارت باسكت في الدوري الفرنسي من سنة 2005 إلى 2007، ثم لعب مع نادي أنادولو إفيس لكرة السلة في موسم 2007–2008، ثم لعب مع فالنسيا باسكت في الدوري الإسباني في سنة 2009، ثم لعب مع نادي أوليمبيا لكرة السلة في موسم 2010–2011.

## روابط خارجية
- كيني غريغوري على موقع الدوري الأوروبي لكرة السلة (الإنجليزية)
- كيني غريغوري على موقع الدوري الإسباني لكرة السلة (الإسبانية)
- كيني غريغوري على موقع كرة السلة الأوروبية.كوم (الإنجليزية)
- كيني غريغوري على موقع كلية كرة السلة في سبورتس رفرنس.كوم (الإنجليزية)
- كيني غريغوري على موقع ريلجم (الإنجليزية)
- كيني غريغوري على موقع بروبوليرز (الإنجليزية)
- كيني غريغوري على موقع سبورتس رفرنس (الإنجليزية)
- كيني غريغوري على موقع سبورتس رفرنس (الإنجليزية)